# Sorbus graeca
Sorbus graeca là loài thực vật có hoa trong họ Hoa hồng. Loài này được Lodd. ex Schauer miêu tả khoa học đầu tiên.